# 베트남 전쟁의 대한민국 국군 포로
베트남 전쟁의 대한민국 국군 포로는 베트남 전쟁의 기간 동안 전투 중 월맹군과 베트콩에 생포되거나 항복한 한국군 포로를 말한다. 

## 귀환 문제
베트남 전쟁의 기간 동안 베트남 인민군에 의해 포로가 된 대한민국 국군을 주월 국군포로라 한다. 대한민국 국방부는 1973년 3월 27일의 발표에서 1965년 4월초부터 철군이 완료된 1973년 3월 15일까지의 8년 동안 연병력 31만 5천여 명 중 2명의 장교를 포함한 7명이 실종되었다고 공식 발표하였는데이들은 모두 비전투 중 실종되었고, 1973년 3월 25일 귀환한 유종철 일병만이 전투 중 부상을 입고 포로가 되었다고 덧붙였다.(유종철 일병은 실종자 7명 명단에 포함 안 됨)
1992년 2월, 베트남 인민군에 포로가 되었다가 1969년 귀환한 박정환 육군 소위의 증언과 미국 베트남 전쟁 참전 전우회에 의하면 총 6명의 국군 포로가 1987년까지 생존해 있었다는 주장이 제기되었다.(이들은 모두 1973년 국방부가 발표한 실종자 명단에 포함되지 않았다.)
이 6명 중에 3명은 박우식 대위, 박성률 병장, 김인수 상병이고 나머지 3명은 신원 미상이었다. 1992년 5월 후속 기사로 한 명이 더 살아있는데 신원은 북한에 억류 중인 안학수 하사라는 주장이 제기되었다.

1993년 서울대 전경수 교수가 2개월 동안 하노이 현지 답사에서 발견한 베트남 정부의 전투상보와 포로 사진을 증거자료로 제시, 국군 포로의 숫자가 상당수에 이를 가능성이 있다고 주장하였다.

1994년 5월, 국내에서 제기된 의문에 대해 대한민국 정부의 확인 요청에 대해 베트남 정부는 포로나 실종자에 관해 이미 밝혀진 것 이상은 없다는 즉 베트남 내에 한국군 포로는 없다는 단호한 입장을 보였다는 보도가 있었다.
한편 미국 중앙정보국(CIA) 문서에는 1966년에 포로가 된 10여명의 한국군 포로에 대한 기록이 상세하게 기록되어 있었고, 여기에는 한국군 병장 키 155, 한국군 군의관 키 170’이라는 신체 묘사까지도 포함되어 있었다. 당시 미국의 기록을 종합해 보면 적어도 18명의 포로가 남베트남 전 지역에서 발생한 것으로 보이며, MBC의 이제는 말할 수 있다 베트남전의 포로, 실종자들”편(2000년 7월 30일 방영)에서 다뤄진 또 다른 미국 중앙정보국(CIA) 문서에는 한국군 포로 23명이 기재되어 있었으며, 다낭(5명), 푸깟(3명), 닌호아(3명), 호이안(이하 1명), 쭐라이, 빈케, 송까우, 뚜이호아 등의 전투에서 포로가 된 것으로 기록되어 있었다.

## 귀환자
※ 계급은 포로가 되었던 당시 계급
- 박정환 소위: 1968년 1월 구정 대공세에서 포로가 된 후 1969년 6월 귀환[7][8]
- 유종철 일등병: 1972년 4월 안케패스 전투에서 포로가 된 후1973년 3월 귀환[9][10]

## 현황
베트남 전쟁에서 포로가 된 후 북한으로 강제납북 된 소수의 포로들이 생존해 있는 것으로 추정되고 있다.

## 같이 보기
- 한국 전쟁의 대한민국 국군 포로